# Esslingen (Neckar) (stacja kolejowa)
Esslingen – stacja kolejowa w Esslingen am Neckar, w kraju związkowym Badenia-Wirtembergia, w Niemczech. Znajdują się tu 4 perony.